# Опистопроктовые
Опистопроктовые (лат. Opisthoproctidae) — семейство необычных глубоководных рыб из отряда аргентинообразных (Argentiniformes), обитающих в тропических и умеренных водах Тихого, Атлантического и Индийского океанов. Характерным признаком рыб являются глаза цилиндрической формы, направленные вверх. Некоторые представители имеют фотофоры и прозрачный лоб.

## Внешний вид
Удлиненное, почти цилиндрическое слабое тело одних видов и короткое, сжатое с боков других, крошечный рот и огромные, сложно устроенные глаза, отсутствие брюшной мускулатуры или брюшная «подошва». Внешний облик и особенности скелета одного из видов настолько необычны, что в своё время даже было высказано мнение, будто это не самостоятельный вид, а видоизмененная форма другого, неизвестного вида. При этом недоразвитость скелета связывалась с недостатком витамина D в рационе. Максимальная длина тела большинства видов не превышает 10 см, и только батилихнопсы (Bathylychnops exilis) достигает почти полуметровой длины.

## Классификация
Семейство включает 8 родов с 19 видами: 
- Bathylychnops Cohen, 1958 — Батилихнопсы
- Dolichopteroides Parin, Belyanina & Evseenko, 2009
- Dolichopteryx Brauer, 1901 — Долихоптеры
- Ioichthys Parin, 2004
- Macropinna Chapman, 1939 — Макропинны
- Opisthoproctus Vaillant, 1888 — Опистопрокты
- Rhynchohyalus Barnard, 1925 — Ринхохиалусы
- Winteria Brauer, 1901 — Винтерии

Некоторые из них очень редкие и известны по единичным экземплярам, другие встречаются чаще.